# 瀬戸内町立篠川中学校
瀬戸内町立篠川中学校（せとうちちょうりつ しのかわちゅうがっこう）は、鹿児島県大島郡瀬戸内町篠川にある町立中学校。
瀬戸内町立篠川小学校を併設している。

## 概要
- 生徒数は2010年度以降10名未満で推移していて、複式学級があり、卒業生も数名である。2018年5月時点の生徒数は4名。併設する小学校との合計でも16名である[1]。

## 卒業後の進路
- 卒業後は、町内の鹿児島県立古仁屋高等学校や、奄美大島の高校などに進学する。